# Paul Tschoffen
Paul Tschoffen (né à Dinant le 8 mai 1878 - mort à Liège le 11 juillet 1961) est un avocat, homme politique et ministre belge, membre du Parti catholique et personnalité de la Démocratie chrétienne.

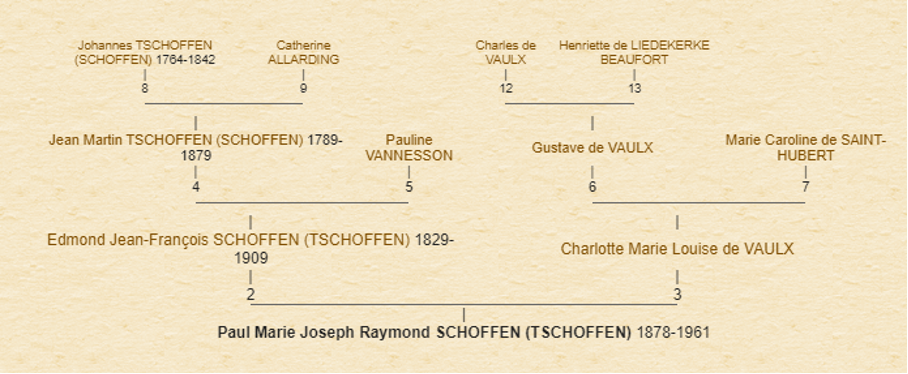
Arbre généalogique de la famille Tschoffen

## Biographie
Paul Marie Joseph Raymond Tschoffen, né à Dinant le 8 mai 1878, est le fils de d'Edmond Tchoffen, juge au tribunal de Dinant et conseiller à la Cour d’appel de Liège et de Charlotte de Vaulx. Il épouse Louise Dubois en 1880. De cette union, naissent deux enfants : André Tschoffen, né en 1905, et Madeleine Tschoffen, née en 1907. Il est également le frère de Maurice Tschoffen, magistrat à Dinant. Le premier Tschoffen a émigré en Belgique dans la province du Luxembourg en 1733. Sa famille est au départ originaire d'une région du Tyrol dans la vallée de Montafon dans le Voralberg. Une fois installée en Belgique, ils créent une dynastie de juristes, tous les ascendants de Paul Tschoffen devenant magistrats.
Paul Tschoffen étudie en humanités au Collège Saint-Servais de Liège. Il poursuit avec des études à l’Université de Liège. En novembre 1900, il obtient son diplôme de docteur en droit auprès du Jury central de Bruxelles et prononce son serment d’avocat au barreau de Liège le 11 décembre 1900. 
Parallèlement, il obtient une licence en histoire grâce à l’enseignement donné par le professeur Godefroid Kurth, qui deviendra son ami. Ce dernier et l'abbé Antoine Pottier vont encourager Paul Tschoffen à se lancer dans la carrière politique, en particulier dans le mouvement démocrate chrétien qui débutait alors.
Lors de la Première Guerre mondiale, il passe en Hollande pour avertir les alliés que leur code de cryptage entre la France et la Belgique avait été déchiffré par les Allemands.
En 1919, il est élu député de Liège à la Chambre des représentantspour le Parti Catholique. En 1921, en tant que député, il vote en faveur d’une loi sur la « liberté syndicale » pour abroger l’article 310 du Code pénal qui visait à interdire les grèves et les coalitions.
En 1923, il démissionne de son poste de député car ses conceptions politiques ne cadrent plus avec celles à ses électeurs, surtout concernant la question de l’égalité entre Flamands et Wallons.
À la suite de sa démission et des élections de 1924, Paul Tschoffen est coopté au Sénat (il y siégera jusqu’en 1937).
Dès 1924, il devient ministre de l’Industrie et du Travail et des Affaires sociales dans le gouvernement de Georges Theunis composé de catholiques et de libéraux. En 1925, il est nommé ministre de la Justice et ministre des Chemins de fer, Postes et Télégraphes dans le gouvernement Poullet. En 1929 et de 1932 à 1934, il est ministre des Colonies dans le gouvernement Jaspar II et le gouvernement de Broqueville. Tschoffen décide, après avoir effectué un voyage professionnel au Congo en 1934, de quitter son poste de ministre des Colonies.
Il quitte Bruxelles peu de temps après pour revenir s’installer à Liège. Il quitte son poste de sénateur en 1937 afin de se consacrer à sa carrière d’avocat auprès de la Cour d’Appel de Liège, il est élu bâtonnier de Liège de 1938 à 1939.
Lors de la Seconde Guerre mondiale, Paul Tschoffen qui avait, dès l'invasion de la Belgique par l'Allemagne en mai 1940, préconisé la résistance à l'ennemi est arrêté par la Gestapo le 16 mai 1942 alors qu'il plaidait devant le tribunal. Il est libéré après quelques semaines de détention. Cette arrestation l'incite à quitter la Belgique en février 1943 en passant par la France, l'Espagne et le Portugal pour rejoindre l'Angleterre. En Angleterre, Paul Tschoffen intègre le Conseil des Ministres avec le titre de conseiller d'état. Le gouvernement Pierlot l'envoie en mission à Élisabethville au Congo. Sur place, il déclare que les Belges se sont adaptés à l’occupation allemande et sous-entend que le roi s’est habitué à cette situation. Ces propos polémiques suscitent de nombreuses réactions dont celle de Mgr Jean-Félix de Hemptine, vicaire apostolique du Katanga, qui envoie un mémoire au Premier ministre ainsi qu’au ministre des Colonies le 15 décembre 1943. Celui-ci écrit « Il y a contradiction manifeste entre la position prise par l’envoyé du gouvernement d’une part, d’autre part les discours de M. le Premier ministre, et ceux de M. le ministre des Colonies (…) » . Cet événement sera nommé l’incident Tschoffen.
À la libération en septembre 1944, il reçoit brièvement le titre de lieutenant-général avant le retour du gouvernement sur le sol belge. Il est également nommé chef de la mission militaire belge auprès du quartier général des forces alliées en Europe (SHAEF). 
Il est même un temps question de lui demander de former un nouveau gouvernement. N'ayant pu réussir dans cette mission, il décide de se retirer totalement du monde politique. Il reprend alors ses activités d'avocat au barreau de Liège. 
En 1945, il obtient le poste de ministre d’État. En tant que ministre d'État, Paul Tschoffen participe au débat du 18 février 1960 relatif à l'indépendance du Congo belge. Il tente de voir si la loi fondamentale congolaise pourrait prévoir des garanties assurant la protection des biens et des personnes belges. En 1960, il refusera l’invitation en tant qu’ancien ministre des Colonies aux manifestations de l’indépendance du Congo. Il n'approuvait en effet pas la précipitation dans laquelle celle-ci s'est déroulée. 

## Positionnement idéologique

### La gauche chrétienne et la démocratie chrétienne
Paul Tschoffen est considéré comme une figure importante de la démocratie chrétienne. Celle-ci se fonde sur l'encyclique Rerum Novarum du pape Léon XIII, publiée le 15 mai 1891. Le pape y condamne « la misère et la pauvreté qui pèse injustement sur la classe ouvrière » et il dénonce « le socialisme athée ». Cette encyclique a alors pour conséquence de promouvoir le catholicisme social et le syndicalisme chrétien. Paul Tschoffen sera l'un des pionniers de la démocratie chrétienne dans les cadres judiciaire et politique. Il finira néanmoins par s'éloigner de cet idéal de démocratie chrétienne. 
Paul Tschoffen a, en effet, été fortement influencé par les idéaux de Godefroid Kurth et de l'abbé Antoine Poittier dont il est le disciple. Ces derniers avaient comme revendications principales l'octroi de soins de santé et de congés payés aux ouvriers. De même, dans certains travaux de Paul Tschoffen, ce dernier mettra en avant les idées de « presses catholiques » propres à Godefroid Kurth.

#### La question royale
Dès 1945, Paul Tschoffen a préconisé l'abdication du roi Léopold III à la suite des décisions préjudiciables à la Belgique prises par ce dernier lors la Seconde Guerre mondiale. Cette position lui a attiré de nombreuses attaques politiques des partisans du roi Léopold III.

## Hommages et distinctions
En 1938, Paul Tschoffen est élu bâtonnier au barreau de Liège. En septembre 1945, il est nommé ministre d’État  par le régent Charles de Belgique.
Il a reçu les distinctions suivantes :
- Grand-croix de l'ordre de la Couronne (Belgique) ;
- Grand-croix de l'ordre de Léopold II en mai 1936 (Belgique) ;
- Grand officier de la Légion d'honneur (France) ;
- Commandeur de l'ordre du Bain (Royaume-Uni) ;
- Grand-croix de l'ordre de la Couronne de chêne (Luxembourg) ;
- Grand-croix de l'ordre du Christ (Portugal).